# جيوفري بيكار
جيوفري بيكار (بالإنجليزية: Geoffrey Picard)‏ هو مجدف أمريكي، ولد في 20 مارس 1943 في أوكلاند في الولايات المتحدة، وتوفي في 14 سبتمبر 2002 في Tahoe City, California ‏ في الولايات المتحدة.

## وصلات خارجية
- جيوفري بيكار على موقع الاتحاد الدولي للتجديف (الإنجليزية)
- جيوفري بيكار على موقع اللجنة الأولمبية الدولية (الإنجليزية)
- جيوفري بيكار على موقع أوليمبيديا (الإنجليزية)